# Мат турою
Мат туро́ю — мат у шахах, який досягається на краю дошки не пізніше від 16-го ходу з довільного початкового положення сумісними діями короля і тури.

## Способи
|   | a                                                 | b                                                 | c                                                 | d                                                 | e                                                 | f                                                 | g                                                 | h                                                 |   |
| 8 | h8 чорний король · f7 білий король · h6 біла тура | h8 чорний король · f7 білий король · h6 біла тура | h8 чорний король · f7 білий король · h6 біла тура | h8 чорний король · f7 білий король · h6 біла тура | h8 чорний король · f7 білий король · h6 біла тура | h8 чорний король · f7 білий король · h6 біла тура | h8 чорний король · f7 білий король · h6 біла тура | h8 чорний король · f7 білий король · h6 біла тура | 8 |
| 7 | h8 чорний король · f7 білий король · h6 біла тура | h8 чорний король · f7 білий король · h6 біла тура | h8 чорний король · f7 білий король · h6 біла тура | h8 чорний король · f7 білий король · h6 біла тура | h8 чорний король · f7 білий король · h6 біла тура | h8 чорний король · f7 білий король · h6 біла тура | h8 чорний король · f7 білий король · h6 біла тура | h8 чорний король · f7 білий король · h6 біла тура | 7 |
| 6 | h8 чорний король · f7 білий король · h6 біла тура | h8 чорний король · f7 білий король · h6 біла тура | h8 чорний король · f7 білий король · h6 біла тура | h8 чорний король · f7 білий король · h6 біла тура | h8 чорний король · f7 білий король · h6 біла тура | h8 чорний король · f7 білий король · h6 біла тура | h8 чорний король · f7 білий король · h6 біла тура | h8 чорний король · f7 білий король · h6 біла тура | 6 |
| 5 | h8 чорний король · f7 білий король · h6 біла тура | h8 чорний король · f7 білий король · h6 біла тура | h8 чорний король · f7 білий король · h6 біла тура | h8 чорний король · f7 білий король · h6 біла тура | h8 чорний король · f7 білий король · h6 біла тура | h8 чорний король · f7 білий король · h6 біла тура | h8 чорний король · f7 білий король · h6 біла тура | h8 чорний король · f7 білий король · h6 біла тура | 5 |
| 4 | h8 чорний король · f7 білий король · h6 біла тура | h8 чорний король · f7 білий король · h6 біла тура | h8 чорний король · f7 білий король · h6 біла тура | h8 чорний король · f7 білий король · h6 біла тура | h8 чорний король · f7 білий король · h6 біла тура | h8 чорний король · f7 білий король · h6 біла тура | h8 чорний король · f7 білий король · h6 біла тура | h8 чорний король · f7 білий король · h6 біла тура | 4 |
| 3 | h8 чорний король · f7 білий король · h6 біла тура | h8 чорний король · f7 білий король · h6 біла тура | h8 чорний король · f7 білий король · h6 біла тура | h8 чорний король · f7 білий король · h6 біла тура | h8 чорний король · f7 білий король · h6 біла тура | h8 чорний король · f7 білий король · h6 біла тура | h8 чорний король · f7 білий король · h6 біла тура | h8 чорний король · f7 білий король · h6 біла тура | 3 |
| 2 | h8 чорний король · f7 білий король · h6 біла тура | h8 чорний король · f7 білий король · h6 біла тура | h8 чорний король · f7 білий король · h6 біла тура | h8 чорний король · f7 білий король · h6 біла тура | h8 чорний король · f7 білий король · h6 біла тура | h8 чорний король · f7 білий король · h6 біла тура | h8 чорний король · f7 білий король · h6 біла тура | h8 чорний король · f7 білий король · h6 біла тура | 2 |
| 1 | h8 чорний король · f7 білий король · h6 біла тура | h8 чорний король · f7 білий король · h6 біла тура | h8 чорний король · f7 білий король · h6 біла тура | h8 чорний король · f7 білий король · h6 біла тура | h8 чорний король · f7 білий король · h6 біла тура | h8 чорний король · f7 білий король · h6 біла тура | h8 чорний король · f7 білий король · h6 біла тура | h8 чорний король · f7 білий король · h6 біла тура | 1 |
|   | a                                                 | b                                                 | c                                                 | d                                                 | e                                                 | f                                                 | g                                                 | h                                                 |   |

Мат турою досягається трьома способами:
1. Відтисненням короля по горизонталі (вертикалі).
2. Відтисненням короля по горизонталі і вертикалі.
3. Переслідуванням короля по краю дошки.

У перших двох випадках король відтісняється на край дошки, де йому ставиться мат. У третьому випадку король переслідується по краю дошки, і мат ставиться виключно в кутку поля. Можна додати ознаки способів:
- королі розташовані один навпроти одного, тура між королями — паралельне переслідування,
- королі один навпроти одного, тура позаду короля — обмеження пересування суперника,
- королі один навпроти одного, тура збоку — пряме переслідування.

## Приклади
|   | a                                                 | b                                                 | c                                                 | d                                                 | e                                                 | f                                                 | g                                                 | h                                                 |   |
| 8 | d5 чорний король · a1 біла тура · g1 білий король | d5 чорний король · a1 біла тура · g1 білий король | d5 чорний король · a1 біла тура · g1 білий король | d5 чорний король · a1 біла тура · g1 білий король | d5 чорний король · a1 біла тура · g1 білий король | d5 чорний король · a1 біла тура · g1 білий король | d5 чорний король · a1 біла тура · g1 білий король | d5 чорний король · a1 біла тура · g1 білий король | 8 |
| 7 | d5 чорний король · a1 біла тура · g1 білий король | d5 чорний король · a1 біла тура · g1 білий король | d5 чорний король · a1 біла тура · g1 білий король | d5 чорний король · a1 біла тура · g1 білий король | d5 чорний король · a1 біла тура · g1 білий король | d5 чорний король · a1 біла тура · g1 білий король | d5 чорний король · a1 біла тура · g1 білий король | d5 чорний король · a1 біла тура · g1 білий король | 7 |
| 6 | d5 чорний король · a1 біла тура · g1 білий король | d5 чорний король · a1 біла тура · g1 білий король | d5 чорний король · a1 біла тура · g1 білий король | d5 чорний король · a1 біла тура · g1 білий король | d5 чорний король · a1 біла тура · g1 білий король | d5 чорний король · a1 біла тура · g1 білий король | d5 чорний король · a1 біла тура · g1 білий король | d5 чорний король · a1 біла тура · g1 білий король | 6 |
| 5 | d5 чорний король · a1 біла тура · g1 білий король | d5 чорний король · a1 біла тура · g1 білий король | d5 чорний король · a1 біла тура · g1 білий король | d5 чорний король · a1 біла тура · g1 білий король | d5 чорний король · a1 біла тура · g1 білий король | d5 чорний король · a1 біла тура · g1 білий король | d5 чорний король · a1 біла тура · g1 білий король | d5 чорний король · a1 біла тура · g1 білий король | 5 |
| 4 | d5 чорний король · a1 біла тура · g1 білий король | d5 чорний король · a1 біла тура · g1 білий король | d5 чорний король · a1 біла тура · g1 білий король | d5 чорний король · a1 біла тура · g1 білий король | d5 чорний король · a1 біла тура · g1 білий король | d5 чорний король · a1 біла тура · g1 білий король | d5 чорний король · a1 біла тура · g1 білий король | d5 чорний король · a1 біла тура · g1 білий король | 4 |
| 3 | d5 чорний король · a1 біла тура · g1 білий король | d5 чорний король · a1 біла тура · g1 білий король | d5 чорний король · a1 біла тура · g1 білий король | d5 чорний король · a1 біла тура · g1 білий король | d5 чорний король · a1 біла тура · g1 білий король | d5 чорний король · a1 біла тура · g1 білий король | d5 чорний король · a1 біла тура · g1 білий король | d5 чорний король · a1 біла тура · g1 білий король | 3 |
| 2 | d5 чорний король · a1 біла тура · g1 білий король | d5 чорний король · a1 біла тура · g1 білий король | d5 чорний король · a1 біла тура · g1 білий король | d5 чорний король · a1 біла тура · g1 білий король | d5 чорний король · a1 біла тура · g1 білий король | d5 чорний король · a1 біла тура · g1 білий король | d5 чорний король · a1 біла тура · g1 білий король | d5 чорний король · a1 біла тура · g1 білий король | 2 |
| 1 | d5 чорний король · a1 біла тура · g1 білий король | d5 чорний король · a1 біла тура · g1 білий король | d5 чорний король · a1 біла тура · g1 білий король | d5 чорний король · a1 біла тура · g1 білий король | d5 чорний король · a1 біла тура · g1 білий король | d5 чорний король · a1 біла тура · g1 білий король | d5 чорний король · a1 біла тура · g1 білий король | d5 чорний король · a1 біла тура · g1 білий король | 1 |
|   | a                                                 | b                                                 | c                                                 | d                                                 | e                                                 | f                                                 | g                                                 | h                                                 |   |

Перші три ходи спільні для двох способів: 1. Та4 Кре5 2. Крf2 Kpd5 3. Кре3
Перший спосіб (по горизонталі): 3. … Кре5 4. Та5+ Кре6 5. Крd4 Крf6 6. Кре4 Крg6 7. Крf4 Крh6 8. Крg4 Kpg6 9. Та6+ Kpf7 10. Kpg5 Kpe7 11. Kpf5 Kpd7 12. Kpe5 Kpc7 13. Kpd5 Kpb7 14. Тh6 Kpc7 15. Тg6 Kpb7 16. Kpc5 Kpa7 17. Kpb5 Kpb8 18. Тg7 Kpc8 19. Kpb6 Kpd8 20. Kpc6 Kpe8 21. Kpd6 Kpf8 22. Тa7 Kpe8 23. Тb7 Kpf8 24. Kpe6 Kpg8 25. Kpf6 Kph8 26. Kpg6 Kpg8 27. Тb8x 
Другий спосіб (по горизонталі і вертикалі): 3. … Крс5 4. Тd4 Kpb5 5. Kpe4 Kpc5 6. Kpe5 Kpc6 7. Тd5 Kpb6 8. Kpd6 Kpb7 9. Тb5+ Kpa6 10. Kpc6 Kpa7 11. Тb1 Kpa8 12. Kpc7 Kpa7 13. Та1x 
|   | a                                                 | b                                                 | c                                                 | d                                                 | e                                                 | f                                                 | g                                                 | h                                                 |   |
| 8 | h4 чорний король · h2 білий король · a1 біла тура | h4 чорний король · h2 білий король · a1 біла тура | h4 чорний король · h2 білий король · a1 біла тура | h4 чорний король · h2 білий король · a1 біла тура | h4 чорний король · h2 білий король · a1 біла тура | h4 чорний король · h2 білий король · a1 біла тура | h4 чорний король · h2 білий король · a1 біла тура | h4 чорний король · h2 білий король · a1 біла тура | 8 |
| 7 | h4 чорний король · h2 білий король · a1 біла тура | h4 чорний король · h2 білий король · a1 біла тура | h4 чорний король · h2 білий король · a1 біла тура | h4 чорний король · h2 білий король · a1 біла тура | h4 чорний король · h2 білий король · a1 біла тура | h4 чорний король · h2 білий король · a1 біла тура | h4 чорний король · h2 білий король · a1 біла тура | h4 чорний король · h2 білий король · a1 біла тура | 7 |
| 6 | h4 чорний король · h2 білий король · a1 біла тура | h4 чорний король · h2 білий король · a1 біла тура | h4 чорний король · h2 білий король · a1 біла тура | h4 чорний король · h2 білий король · a1 біла тура | h4 чорний король · h2 білий король · a1 біла тура | h4 чорний король · h2 білий король · a1 біла тура | h4 чорний король · h2 білий король · a1 біла тура | h4 чорний король · h2 білий король · a1 біла тура | 6 |
| 5 | h4 чорний король · h2 білий король · a1 біла тура | h4 чорний король · h2 білий король · a1 біла тура | h4 чорний король · h2 білий король · a1 біла тура | h4 чорний король · h2 білий король · a1 біла тура | h4 чорний король · h2 білий король · a1 біла тура | h4 чорний король · h2 білий король · a1 біла тура | h4 чорний король · h2 білий король · a1 біла тура | h4 чорний король · h2 білий король · a1 біла тура | 5 |
| 4 | h4 чорний король · h2 білий король · a1 біла тура | h4 чорний король · h2 білий король · a1 біла тура | h4 чорний король · h2 білий король · a1 біла тура | h4 чорний король · h2 білий король · a1 біла тура | h4 чорний король · h2 білий король · a1 біла тура | h4 чорний король · h2 білий король · a1 біла тура | h4 чорний король · h2 білий король · a1 біла тура | h4 чорний король · h2 білий король · a1 біла тура | 4 |
| 3 | h4 чорний король · h2 білий король · a1 біла тура | h4 чорний король · h2 білий король · a1 біла тура | h4 чорний король · h2 білий король · a1 біла тура | h4 чорний король · h2 білий король · a1 біла тура | h4 чорний король · h2 білий король · a1 біла тура | h4 чорний король · h2 білий король · a1 біла тура | h4 чорний король · h2 білий король · a1 біла тура | h4 чорний король · h2 білий король · a1 біла тура | 3 |
| 2 | h4 чорний король · h2 білий король · a1 біла тура | h4 чорний король · h2 білий король · a1 біла тура | h4 чорний король · h2 білий король · a1 біла тура | h4 чорний король · h2 білий король · a1 біла тура | h4 чорний король · h2 білий король · a1 біла тура | h4 чорний король · h2 білий король · a1 біла тура | h4 чорний король · h2 білий король · a1 біла тура | h4 чорний король · h2 білий король · a1 біла тура | 2 |
| 1 | h4 чорний король · h2 білий король · a1 біла тура | h4 чорний король · h2 білий король · a1 біла тура | h4 чорний король · h2 білий король · a1 біла тура | h4 чорний король · h2 білий король · a1 біла тура | h4 чорний король · h2 білий король · a1 біла тура | h4 чорний король · h2 білий король · a1 біла тура | h4 чорний король · h2 білий король · a1 біла тура | h4 чорний король · h2 білий король · a1 біла тура | 1 |
|   | a                                                 | b                                                 | c                                                 | d                                                 | e                                                 | f                                                 | g                                                 | h                                                 |   |

Третій спосіб (переслідування короля по краю дошки): 1. Тg1 Крh5 2. Крh3 Крh6 3. Крh4 Крh7 4. Крh5 Крh8 5. Крg6 Крg8 6. Тf1 Крh8 7. Тf8x

## Патові позиції
При матуванні королем і турою слід остерігатись двох патових позицій.
|   | a                                                 | b                                                 | c                                                 | d                                                 | e                                                 | f                                                 | g                                                 | h                                                 |   |
| 8 | a8 чорний король · b7 біла тура · c6 білий король | a8 чорний король · b7 біла тура · c6 білий король | a8 чорний король · b7 біла тура · c6 білий король | a8 чорний король · b7 біла тура · c6 білий король | a8 чорний король · b7 біла тура · c6 білий король | a8 чорний король · b7 біла тура · c6 білий король | a8 чорний король · b7 біла тура · c6 білий король | a8 чорний король · b7 біла тура · c6 білий король | 8 |
| 7 | a8 чорний король · b7 біла тура · c6 білий король | a8 чорний король · b7 біла тура · c6 білий король | a8 чорний король · b7 біла тура · c6 білий король | a8 чорний король · b7 біла тура · c6 білий король | a8 чорний король · b7 біла тура · c6 білий король | a8 чорний король · b7 біла тура · c6 білий король | a8 чорний король · b7 біла тура · c6 білий король | a8 чорний король · b7 біла тура · c6 білий король | 7 |
| 6 | a8 чорний король · b7 біла тура · c6 білий король | a8 чорний король · b7 біла тура · c6 білий король | a8 чорний король · b7 біла тура · c6 білий король | a8 чорний король · b7 біла тура · c6 білий король | a8 чорний король · b7 біла тура · c6 білий король | a8 чорний король · b7 біла тура · c6 білий король | a8 чорний король · b7 біла тура · c6 білий король | a8 чорний король · b7 біла тура · c6 білий король | 6 |
| 5 | a8 чорний король · b7 біла тура · c6 білий король | a8 чорний король · b7 біла тура · c6 білий король | a8 чорний король · b7 біла тура · c6 білий король | a8 чорний король · b7 біла тура · c6 білий король | a8 чорний король · b7 біла тура · c6 білий король | a8 чорний король · b7 біла тура · c6 білий король | a8 чорний король · b7 біла тура · c6 білий король | a8 чорний король · b7 біла тура · c6 білий король | 5 |
| 4 | a8 чорний король · b7 біла тура · c6 білий король | a8 чорний король · b7 біла тура · c6 білий король | a8 чорний король · b7 біла тура · c6 білий король | a8 чорний король · b7 біла тура · c6 білий король | a8 чорний король · b7 біла тура · c6 білий король | a8 чорний король · b7 біла тура · c6 білий король | a8 чорний король · b7 біла тура · c6 білий король | a8 чорний король · b7 біла тура · c6 білий король | 4 |
| 3 | a8 чорний король · b7 біла тура · c6 білий король | a8 чорний король · b7 біла тура · c6 білий король | a8 чорний король · b7 біла тура · c6 білий король | a8 чорний король · b7 біла тура · c6 білий король | a8 чорний король · b7 біла тура · c6 білий король | a8 чорний король · b7 біла тура · c6 білий король | a8 чорний король · b7 біла тура · c6 білий король | a8 чорний король · b7 біла тура · c6 білий король | 3 |
| 2 | a8 чорний король · b7 біла тура · c6 білий король | a8 чорний король · b7 біла тура · c6 білий король | a8 чорний король · b7 біла тура · c6 білий король | a8 чорний король · b7 біла тура · c6 білий король | a8 чорний король · b7 біла тура · c6 білий король | a8 чорний король · b7 біла тура · c6 білий король | a8 чорний король · b7 біла тура · c6 білий король | a8 чорний король · b7 біла тура · c6 білий король | 2 |
| 1 | a8 чорний король · b7 біла тура · c6 білий король | a8 чорний король · b7 біла тура · c6 білий король | a8 чорний король · b7 біла тура · c6 білий король | a8 чорний король · b7 біла тура · c6 білий король | a8 чорний король · b7 біла тура · c6 білий король | a8 чорний король · b7 біла тура · c6 білий король | a8 чорний король · b7 біла тура · c6 білий король | a8 чорний король · b7 біла тура · c6 білий король | 1 |
|   | a                                                 | b                                                 | c                                                 | d                                                 | e                                                 | f                                                 | g                                                 | h                                                 |   |

|   | a                                                 | b                                                 | c                                                 | d                                                 | e                                                 | f                                                 | g                                                 | h                                                 |   |
| 8 | a8 чорний король · a6 білий король · b3 біла тура | a8 чорний король · a6 білий король · b3 біла тура | a8 чорний король · a6 білий король · b3 біла тура | a8 чорний король · a6 білий король · b3 біла тура | a8 чорний король · a6 білий король · b3 біла тура | a8 чорний король · a6 білий король · b3 біла тура | a8 чорний король · a6 білий король · b3 біла тура | a8 чорний король · a6 білий король · b3 біла тура | 8 |
| 7 | a8 чорний король · a6 білий король · b3 біла тура | a8 чорний король · a6 білий король · b3 біла тура | a8 чорний король · a6 білий король · b3 біла тура | a8 чорний король · a6 білий король · b3 біла тура | a8 чорний король · a6 білий король · b3 біла тура | a8 чорний король · a6 білий король · b3 біла тура | a8 чорний король · a6 білий король · b3 біла тура | a8 чорний король · a6 білий король · b3 біла тура | 7 |
| 6 | a8 чорний король · a6 білий король · b3 біла тура | a8 чорний король · a6 білий король · b3 біла тура | a8 чорний король · a6 білий король · b3 біла тура | a8 чорний король · a6 білий король · b3 біла тура | a8 чорний король · a6 білий король · b3 біла тура | a8 чорний король · a6 білий король · b3 біла тура | a8 чорний король · a6 білий король · b3 біла тура | a8 чорний король · a6 білий король · b3 біла тура | 6 |
| 5 | a8 чорний король · a6 білий король · b3 біла тура | a8 чорний король · a6 білий король · b3 біла тура | a8 чорний король · a6 білий король · b3 біла тура | a8 чорний король · a6 білий король · b3 біла тура | a8 чорний король · a6 білий король · b3 біла тура | a8 чорний король · a6 білий король · b3 біла тура | a8 чорний король · a6 білий король · b3 біла тура | a8 чорний король · a6 білий король · b3 біла тура | 5 |
| 4 | a8 чорний король · a6 білий король · b3 біла тура | a8 чорний король · a6 білий король · b3 біла тура | a8 чорний король · a6 білий король · b3 біла тура | a8 чорний король · a6 білий король · b3 біла тура | a8 чорний король · a6 білий король · b3 біла тура | a8 чорний король · a6 білий король · b3 біла тура | a8 чорний король · a6 білий король · b3 біла тура | a8 чорний король · a6 білий король · b3 біла тура | 4 |
| 3 | a8 чорний король · a6 білий король · b3 біла тура | a8 чорний король · a6 білий король · b3 біла тура | a8 чорний король · a6 білий король · b3 біла тура | a8 чорний король · a6 білий король · b3 біла тура | a8 чорний король · a6 білий король · b3 біла тура | a8 чорний король · a6 білий король · b3 біла тура | a8 чорний король · a6 білий король · b3 біла тура | a8 чорний король · a6 білий король · b3 біла тура | 3 |
| 2 | a8 чорний король · a6 білий король · b3 біла тура | a8 чорний король · a6 білий король · b3 біла тура | a8 чорний король · a6 білий король · b3 біла тура | a8 чорний король · a6 білий король · b3 біла тура | a8 чорний король · a6 білий король · b3 біла тура | a8 чорний король · a6 білий король · b3 біла тура | a8 чорний король · a6 білий король · b3 біла тура | a8 чорний король · a6 білий король · b3 біла тура | 2 |
| 1 | a8 чорний король · a6 білий король · b3 біла тура | a8 чорний король · a6 білий король · b3 біла тура | a8 чорний король · a6 білий король · b3 біла тура | a8 чорний король · a6 білий король · b3 біла тура | a8 чорний король · a6 білий король · b3 біла тура | a8 чорний король · a6 білий король · b3 біла тура | a8 чорний король · a6 білий король · b3 біла тура | a8 чорний король · a6 білий король · b3 біла тура | 1 |
|   | a                                                 | b                                                 | c                                                 | d                                                 | e                                                 | f                                                 | g                                                 | h                                                 |   |